# タカラトミー
株式会社タカラトミー（英: TOMY COMPANY,LTD.）は、東京都葛飾区立石に本社を置く日本の玩具メーカー。JPX日経中小型株指数の構成銘柄の一つ。

## 概要
2006年（平成18年）3月1日にトミーとタカラが合併して誕生した。なお、日本国外ではトミーの知名度が高いことから、英文社名に「タカラ」の名称を含めておらず、旧トミーの英文社名「TOMY COMPANY,LTD.」をそのまま継続使用している。
21世紀初頭、日本の玩具業界は1990年代後半から続く少子化の流れを受けて縮小傾向にあり、業界大手のバンダイが大手ゲームメーカーのナムコ（現・バンダイナムコエンターテインメント）と経営統合するなど、業界再編が進んでいた。この頃、タカラはヒット商品を相応に出してはいたが、ベイブレードブーム終了の反動で過剰な在庫を抱えることが多発した事や、別途展開していたチョロQ実車化によるミニカー事業や家電品事業がそれぞれ失敗したことで経営危機に陥り、廃業倒産の危機にあった。一方、トミーはバブル崩壊後の経営危機（自社ブランドによるヒット商品に恵まれなかった事に起因する停滞など）をファービーやポケモン関連商品のヒット、リストラなどの事業縮小で乗り切ってはいたものの、今ひとつ派手さにかける企業イメージの改善と更なる経営基盤の改善を求められていた。
この様な経緯により、共に葛飾区に本社を持つ両社は水面下で企業提携などを含めた交渉を図り、最終的には合併という形に落ち着いた。もっともこの合併は決して平坦ではなく、一時は物別れになりそうなところをインデックスグループ（当時）のCEOだった落合正美が間に入って合併にこぎつけている。合併時の存続会社はトミーであるが（合併比率はトミー1株に対してタカラ0.178株）、社名は「タカラ」を先に「トミー」を後ろに据えた「タカラトミー」とされ、社名と法人格のたすきがけがなされている。新会社の社長にはトミー社長・富山幹太郎が就任し、タカラ会長・佐藤慶太が副社長に就任した。本社はトミーの本社があった立石に置かれ、青戸の旧タカラ本社は「青戸オフィス」となっている。
なお、タカラトミーはインデックスの民事再生法申請前の2013年6月12日に、インデックスが「金融商品取引法違反容疑による証券取引等監視委員会の調査について」を公表したことを受けて、保有していたインデックス株全株を売却し、2013年10月までに関係を解消している。
現在は旧トミー・タカラ両社の持っていた資産を活用して開発・発売される新商品や、タカラトミーのグループ会社間でコンテンツや版権ビジネスの相互活用を図っている。しかし、短期間で性急に合併した反動による数々の課題点（日本国外の現地法人社名が「TOMY」であることや、日本国内でもトミー興産やトミーテックに代表されるようにタカラトミーアーツなど一部の例外を除いてブランド統合が進んでいないこと、旧社同士で被る事業の整理や負債解消など）を抱えており、今後はそれらの解消と更なる発展が求められている。
合併後に発売された現在の新製品は新ロゴ（青地に前身2社のロゴを組み合わせたもの）を使用しているが、合併後もしばらくの間は一部の新製品に旧トミー、旧タカラのブランドを使用していたものもあった（ネオブロックスなど）。

### 特色
日本国外での販売に力を入れている。これは"Tomiyama"（トミヤーマ）のブランド名で知られた旧トミーの前身企業である富山商事時代からの流れを受けたもの。トミー時代にはハズブロと業務提携して代理店（実質的には子会社のトミーダイレクトが担当）となり、スター・ウォーズシリーズ関連商品などを扱ったり、ディズニーの関連商品をほぼ独占的に扱っていた。この様な経緯により、合併後の会社名も英語表記では「TOMY COMPANY,LTD.」となっている。キャラクターコンテンツ産業については先代のトミー社長・富山允就の方針もあり、ほぼ無関心で手を出そうとしなかった。允就がキャラクターの人気を利用したやり方を否定し、あくまでも玩具の出来あいで勝負という職人気質に近い持論を持っていたからである。
2015年6月、旧トミー創業家の富山家以外かつ日本国外の出身者としては初めてオランダ人のハロルド・ジョージ・メイが代表取締役社長に就任した。

### コンピュータゲーム関連事業
合併当初はゲーム事業に力を入れる事を公言し、旧・タカラモバイルエンタテインメントを改組してインデックスとの合弁会社・タカラトミーエンタメディア（現:タカラトミーフィールドテック）を設立した。しかし、エンタメディア社はゲームソフト開発会社ではなくパブリッシャー（発売専門）会社であり、実際の開発は、ドリームファクトリーなど、設立以前と同様外部ソフトメーカーに完全に依存している。合併前は、タムソフトやE-GAMEやバーンハウスエフェクトなどが主に実制作を担当していた。
2012年以降、AQインタラクティブ（マーベラスAQLを経て現在のマーベラス）と共同開発した『ポケモンバトリオ』やシンソフィアと共同開発した『プリティーリズム』などのトレーディングカードアーケードゲームを含めたコンピュータゲーム関連事業の大半が子会社のタカラトミーアーツへ移管されたが、タカラトミー本体にもゲーム開発部門は残されており2015年には『イジン爆闘!! ウデジマン』をリリースした。その後2016年に『WAR OF BRAINS』、2017年に『ZOIDS FIELD OF REBELLION』をリリースするなどゲーム事業を本格的に再開させており、2019年発売のNintendo Switch用ソフト『ゾイドワイルド キングオブブラスト』よりコンシューマゲーム市場にも再参入した。

### ハイターゲット向けブランド
2024年5月8日、2025年に大人向けブランドとなる「T-SPARK」を展開する事を発表。

## 沿革
- 2006年（平成18年）

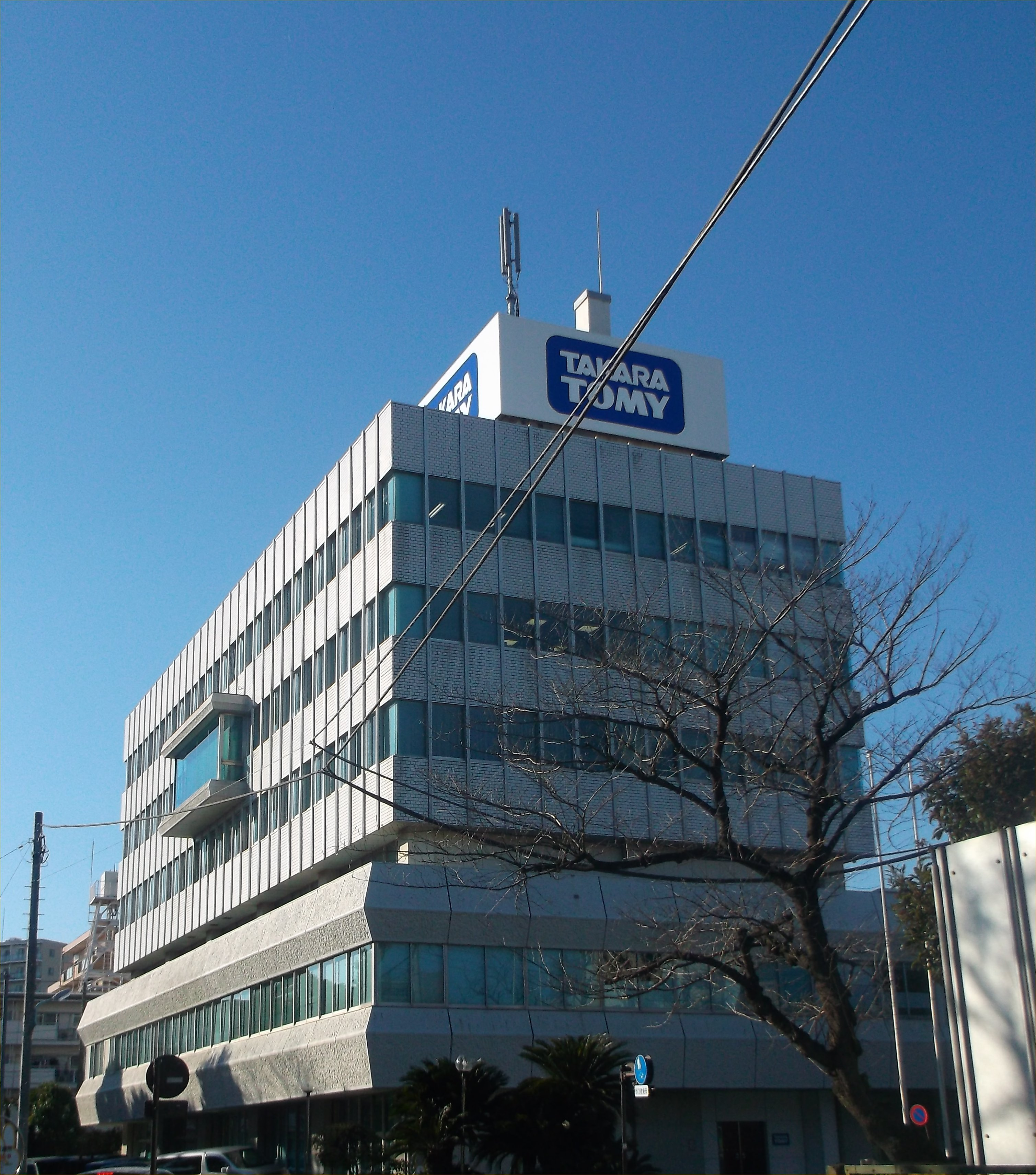
タカラトミー青戸オフィス（旧タカラ本社）

  - 3月1日 - トミーを存続会社としてタカラを吸収合併し、株式会社タカラトミーが発足[4][5][6]。
  - 12月26日 - ベビー用品販売大手の赤ちゃん本舗（大阪市中央区）と資本・業務提携することで合意、赤ちゃん本舗が発行する優先株50万株を取得し傘下にすると発表。
- 2007年（平成19年）
  - 3月6日 - 米国大手プライベート・エクイティ投資会社のテキサス・パシフィック・グループ（TPG）と資本・業務面で戦略提携することに合意したと発表した。TPGはタカラトミーの株式や新株予約権付き社債を取得し第2位株主になる予定で、タカラトミーは海外展開を行う。
  - 4月17日 - 赤ちゃん本舗との資本提携の合意内容を見直すと発表。その後、赤ちゃん本舗はセブン&アイ・ホールディングス（イトーヨーカ堂）の傘下に入った。
- 2008年（平成20年）
  - 2月25日 - 主要株主であるインデックス・ホールディングスの第三者割り当て増資を引き受け、6.66%を取得。株式を相互に持ち合うこととなった。
  - 3月18日 - ユージン（現・タカラトミーアーツ）の完全子会社化を目的としたTOBを実施すると発表。
    - その後、TOBは成立し、同年7月にユージンはタカラトミーの完全子会社となった。

  - 11月20日 - 臨時株主総会で、連結子会社であるユージン、ハートランド、すばる堂、ユーメイトの4社を2009年（平成21年）1月1日をもって合併することを発表（存続会社はユージン）。
- 2009年（平成21年）1月1日 - ユージン、ハートランド、すばる堂、ユーメイトの4社が合併。同年1月5日より社名をタカラトミーアーツへ変更。
- 2010年（平成22年）4月1日 - ユーエース、ユニオントイマーケティングの2社が合併。（存続会社はユーエース）[11]
- 2011年（平成23年）4月29日 - 米国・イリノイ州に本社を置く玩具メーカー・RC2を買収、完全子会社化。
- 2012年（平成24年）10月1日 - 国内営業業務をタカラトミーマーケティングへ移管[12][13]。
- 2013年（平成25年）
  - 3月31日 - タカラトミーマーケティング、タカラトミーロジスティクスの2社が合併。（存続会社はタカラトミーマーケティング）[14]。
  - 6月12日 - インデックスが「金融商品取引法違反容疑による証券取引等監視委員会の調査について」を公表したことを受け、保有していたインデックス株全株を売却（後にインデックスもタカラトミーの全株式を売却）[8]。
  - 7月16日 - 孫会社のトイズユニオンの全株式をハピネットへ譲渡[15]。
- 2014年（平成26年）
  - 1月29日 - 子会社のタツノコプロの株式を日本テレビ放送網に譲渡すると発表[16]。
  - 11月1日 - 当社の連結子会社である株式会社タカラトミービジネスサービス、株式会社タカラトミーエンジニアリング、トミー興産株式会社の国内機能子会社3社は、株式会社タカラトミービジネスサービスを存続会社として合併され、株式会社タカラトミーアイビスとなった[17]。
- 2015年（平成27年）6月24日 - ハロルド・ジョージ・メイが第2代社長に就任。
- 2018年（平成30年）1月1日 - 小島一洋が第3代社長に就任[18]。
- 2022年（令和4年）4月 - 東京証券取引所の市場区分見直しにより、東京証券取引所市場第一部からプライム市場に移行。
- 2024年（令和6年）- 創業100周年。
  - 1月 - JAXAなどと共同開発した月探査ロボがSLIMと共に月面に着陸し、月面写真を撮影した[19]。

## 製品

### 主な現行製品
太字は「T-SPARK」の一IPとして組み込まれているものを示す。

#### オリジナル玩具
- リカちゃん
- ダイアクロン（1984年にて一時商品展開終了。2016年から新シリーズを展開中）
- チョロQ（現在は不定期での展開）[注 1]
- トランスフォーマー（ハズブロと共同）
- ベイブレード
  - BEYBLADE X
- トミカ
  - トミカヒーローズ ジョブレイバー
- プラレール
  - 新幹線変形ロボ シンカリオン
- アニア
  - 冒険大陸 アニアキングダム
- ゾイド[注 2]
- 黒ひげ危機一発
- アスレチックランドゲーム
- せんせい
- ぷにるんず

#### ハイターゲットトイ
いずれも「T-SPARK」ブランドとして展開。
- 鋼鉄機神 アダマスマキナ
- REALIZE MODEL
- TOYRISE
- ALTERED NANO
- メタモルバース（コトブキヤとの協業企画）
- SYNERGENEX
- Q VILLAGE
- COLLEKAZARO
- SPARK Fig
- LEGACYSOUL

#### キャラクター玩具
- ディズニーキャラクターの関連玩具
- サンリオキャラクターの関連玩具
- ポケットモンスターの関連玩具（モンコレなど）
- パウ・パトロール（スピンマスターから輸入）

など

#### トレーディングカードゲーム
- デュエル・マスターズ
- WIXOSS
- 名探偵コナンカードゲーム
- ディズニー・ロルカナ・トレーディングカードゲーム[21]

#### その他
- 人生ゲーム（ボードゲーム）
- ロボット
  - オムニボット
  - SORA-Q - 月面探査用であるが便宜上ここへ置く。

### 過去に発売していた製品

#### 玩具
- ミクロマン200X
- チョロQ
  - チョロQデッキシステム
  - チョロQハイブリッド!
- ベイブレード
  - メタルファイト ベイブレード（『ZEROG』まで）
  - ベイブレードバースト
- クロスファイト ビーダマン
- キャップ革命 ボトルマン
- クールガール
- こえだちゃん
- ジェニー
- トミカ
  - トミカハイパーシリーズ
  - トミカ絆合体 アースグランナー
- プラレール
  - プラレールハイパーシリーズ
  - プラレールアドバンス
- カブトボーグ（Vシリーズ）
  - バトル昆虫カブトボーグ
- Qステア
- エアロアールシー
- エアロソアラ
- カウル
- Quattrox
- ビーストサーガ
- カミワザ・ワンダ
- リニアライナー
- プリスポ
- 爆丸バトルプラネット→爆丸アーマードアライアンス（セガトイズから移行）[注 3]
- マジカパーティ（カードゲーム）

#### 海外製品
特記事項がないものは全てハズブロの日本法人へ移管。
- マジック:ザ・ギャザリング（ウィザーズ・オブ・ザ・コースト）
- ブライス（2021年7月よりグッドスマイルカンパニーへ移管[22][23]）
- ファービー
- ジェンガ
- ツイスター
- ナーフ
- モノポリー

#### その他
- e-kara
- ミュージックシャワー ネオ
- ポケットドリームコンソール（電子ゲーム）
- Omnibot 17μ i-SOBOT
- OHaNAs（NTTドコモとの共同開発）- ドコモのしゃべってコンシェルの技術を応用し円滑な会話が可能となっている[24][25][26]。

### コンピュータゲーム
タカラトミー設立後に同社ブランドでリリースされたタイトルのみ記載。

#### ゲームソフト
- NARUTO -ナルト-シリーズ （2006年〜2011年、任天堂製ハードのみ）[注 4]
- I"s Pure（2006年、PlayStation 2）
- EQトレーナーDS デキる大人のコミュニケーション術（2007年、Nintendo DS）
- 家庭教師ヒットマンREBORN!シリーズ（2007年〜2010年、Nintendo DS）
- ゾイド オルタナティブ（2007年、Xbox 360）
- いつもの食材で出来ちゃうすてきなスイーツとごちそう (2007年、Nintendo DS)
- 人生ゲーム
  - 人生ゲームWii（2007年、Wii）
    - 人生ゲームWii EX（2008年、Wii）

  - 人生ゲームDS（2009年、Nintendo DS）[注 5]
  - 人生ゲーム ハッピーファミリー（2010年、Wii）
    - 人生ゲーム ハッピーステップ（Wiiウェア）
    - 人生ゲーム ハッピーファミリーご当地ネタ増量仕上げ (2011年、Wii)

  - 人生ゲーム for Nintendo Switch（2023年10月6日[27]、Nintendo Switch）
- チョロQ Wii（2008年、Wii）
- 鉄道むすめ（2008年、Nintendo DS）
- メジャーWii パーフェクトクローザー（2008年、Wii）
- ヤッターマンWii ビックリドッキリマシンで猛レースだコロン（2008年、Wii）
- 江戸川乱歩の怪人二十面相DS（2008年、Nintendo DS）
- ファンタジーゴルフ パンヤ PORTABLE（2009年、PlayStation Portable）
- もやしもんDS（2009年、Nintendo DS）
- 闘真伝（2009年、Wii）
- ナノダイバー（2011年、PlayStation Portable）
- イジン爆闘!! ウデジマン（2015年、Nintendo 3DS）※ダウンロードソフト
- ゾイドワイルド キングオブブラスト（2019年、Nintendo Switch）
  - ゾイドワイルドインフィニティブラスト（2020年、Nintendo Switch）

#### アーケードゲーム
以下のタイトルは、いずれも2012年に子会社のタカラトミーアーツへ移管されている。
- ポケモンバトリオ→ポケモンバトリオV（2007年〜2012年、V02弾まで）[注 6]
- プリティーリズム （2010年〜2012年、シーズン8まで) [注 7]

#### オンラインゲーム・ソーシャルゲーム
- ZOIDS ONLINE WARS（2006年〜2007年、サービス終了）
- WAR OF BRAINS（2016年〜2018年、サービス終了）
- ZOIDS FIELD OF REBELLION（2017年〜2018年、サービス終了）
- デュエル・マスターズ プレイス（2019年〜）

## 主な連結子会社
- 株式会社トミーテック
- 株式会社タカラトミーマーケティング（旧社名・株式会社ユーエース、2012年10月1日に現社名へ変更）
- 株式会社キデイランド
- 株式会社タカラトミーアイビス（旧社名・株式会社タカラトミービジネスサービス、2014年11月1日に現社名へ変更）
- 株式会社タカラトミーアーツ（旧社名・株式会社ユージン、2009年1月5日に現社名へ変更）
- 株式会社タカラトミーフィールドテック（旧社名・株式会社タカラトミーエンタメディア、2015年7月1日に現社名へ変更）
- 株式会社ペニイ
- TOMY Corporation
- TOMY Canada Limited
- TOMY Europe (Holdings) Limited
- TOMY (Thailand) Ltd.
- TOMY (Shanghai) Ltd.
- TOMY Asia Limited

## 関連会社
- タツノコプロ - 旧連結子会社。2014年1月に日本テレビ放送網へ株式を譲渡し連結対象からは除外されたが、引き続き20%の株式を保有し持分法適用関連会社としている。
- 工画堂スタジオ - 資本関係は存在しない。旧タカラ時代にデザイン制作部が女児玩具のパッケージデザイン等を手がけて以来取引が続いており（同社サイトの「会社概要→沿革」によると、1968年に取引開始とある）、ソフトウェア開発部ではPHOENIXというブランドによるパソコン用ゲームソフトの開発支援を行っていた。
- リトルファクトリー株式会社 - 福島県田村郡小野町にあるリカちゃんキャッスルの運営会社。タカラ福島工場→タカラいわき工業が前身で、2006年にマネジメント・バイアウトで資本的にはタカラトミーから独立しているが現在もリカちゃんやジェニーのOEM生産を行っている。

## 過去の子会社
- 株式会社ワコー - 2007年、プリヴェ企業投資ホールディングスが筆頭株主となり子会社でなくなる。
- 株式会社すばる堂 - 2009年1月1日付でユージン（タカラトミーアーツ）と合併、解散。
- 株式会社ハートランド - 同上。
- 株式会社ユーメイト - 同上。
- 株式会社タカラトミーロジスティクス - 2013年3月31日付でタカラトミーマーケティングと合併、解散。
- 株式会社タカラトミー販売 - 2013年6月4日付で解散。子会社のトイズユニオンも同年7月16日付でハピネットへ全株式を譲渡。
- 株式会社タカラトミーエンジニアリング - 2014年11月1日付でタカラトミービジネスサービス（タカラトミーアイビス）と合併、解散。
- トミー興産株式会社 - 同上。
- 和興株式会社 - 2015年4月1日付でタカラトミーアーツと合併、解散。
- 株式会社ティンカーベル - 2015年12月に全株式を売却。

## 不祥事
- 2006年（平成18年）、合併直後に同社がメインスポンサーとして参加していたテレビアニメ『スパイダーライダーズ 〜オラクルの勇者たち〜』が9月末で放送を終了。これを受けて、同社が日本での販売を行っていた関連商品の発売を中止。そのため、当初4クールの放送を予定していたが、2クール放送の半年をもって打ち切られた。[要出典]
- 2007年（平成19年）、合併直後に「くまのプーさん わたあめポット」（旧トミー製品）に安全面で問題が発生、自主回収が行われている[28]。
- 旧タカラ時代に「レンジでチン ハローキティホット2フレンド」という製品の回収を行っていた。2006年9月には新たに事故が起こったことから、同年10月3日の新聞朝刊末尾で、製品の回収を改めて呼びかけている[29]。
- 2016年（平成28年）、「プリスポ」シリーズの新感覚スポーツトイ「トワールリングバトン」の「ブルー」「ピンク」「パープル」の商品で、本体のシャフト部分から色落ちすることが判明し、発売が延期された[30]。
- 2020年（令和2年）10月21日、タカラトミー公式ツイッターが、同社の主力商品である「リカちゃん」の宣伝時に「小学5年生の女の子の個人情報を暴露します」といった不適切な表現のあるツイートを発信したことで、同年10月24日に公式アカウントで謝罪した[31][32]。なお、公式ツイッターでは2019年（令和元年）にもアニメ番組について不適切な表現を含むツイートをしていたなどとして、同年6月開催の株主総会で指摘されていた[32]。

### 商品化した作品
タカラトミー設立以後に商品化された（されている）主な作品のみを記載。合併前の旧トミー及び旧タカラ時代に商品化された作品については各記事を参照。
- ドラえもん
- きかんしゃトーマス
- ポケットモンスター
- NARUTO -ナルト-
- MAJOR
- 魔弾戦記リュウケンドー
- きらりん☆レボリューション
- チャームエンジェル
- 恋するプリン!
- 家庭教師ヒットマンREBORN!
- しゅごキャラ!
- タイムボカンシリーズ
  - ヤッターマン（TVアニメ第2作目）
  - ヤッターマン（実写映画版）
  - タイムボカン24
- トミカヒーローシリーズ
- イナズマイレブン
- トレインヒーロー
- LINE TOWN（LINE FRIENDS）
- ハイキュー!!（ハイキュー!!バボカ!![33]）
- 僕のヒーローアカデミア
- すみっコぐらし
- スナックワールド
- ガールズ×戦士シリーズ
- 鬼滅の刃
- プリンセッション・オーケストラ[34]

など多数

### 関連企業・施設
- ハズブロ（旧・野村トーイ） - 同社の解散に伴い、業務提携で同事業を引き継いだ。
- インデックス（旧法人） - 2014年7月31日に破産手続開始、2016年8月3日に破産手続結了に伴い法人格消滅。
- 東京ディズニーリゾート （オフィシャルスポンサー） - 以下の両アトラクションともパーク開園当初からのスポンサーであった（開園当時はトミーとして契約）が2006年9月3日に一度撤退[35]。後に「タカラトミー」として2007年4月1日に復帰。
  - 東京ディズニーランド（ウエスタンリバー鉄道）
  - 東京ディズニーシー（ディズニーシー・エレクトリックレールウェイ）

## テレビ番組
- 日経スペシャル ガイアの夜明け オトナ心をつかめ～少子化時代の子供ビジネス～（2006年11月28日、テレビ東京）[36]。- 「ろくろ倶楽部」を取材。
- 日経スペシャル カンブリア宮殿 どんな環境変化でも絶対に潰さない！ ～おもちゃ屋3代目　執念の経営～（2010年3月1日、テレビ東京）[37]

## 提供クレジット・CMのサウンドロゴについて
タカラトミー発足以降の提供クレジットは基本的に「TAKARA TOMY」であるが、『魔弾戦記リュウケンドー』では「おもちゃルネッサンス」としてアナウンスされている。特にテレビ東京系でのアニメ・特撮番組が多かった。『ポケットモンスター』シリーズ（アニメ・バラエティ番組を含む）などの一部作品等では、「タカラトミー」と表記されている場合もある。また、TBS系で放送されていた「アニメサタデー630」にて、それぞれ異なる場合がある。第一部では提供読みが表示されていない画面右上の表示、第二部ではロゴがカラー表示となっている。前述した通りテレビ東京系を含め、日本テレビ系・TBS系・テレビ朝日系・フジテレビ系の各番組についてもほぼ全てのカラー表示に統一されている。2024年4月からの1年間はタカラトミーの創立100周年事業に伴い、提供クレジットの表記が「TAKARA TOMY 100th」となっている。
2011年10月に放送が30分枠から15分枠へ降格した『メタルファイト ベイブレード4D』では提供クレジットなしの表示となっており、『クロスファイト ビーダマン』や『ビーストサーガ』でも同様の措置が取られている場合がある。この他、『オレカバトル&ドラゴンコレクション』ではそれぞれ提供クレジットが異なるもので、前者が画面右上の表示であるが、後者が提供読みとなっている。
テレビ大阪発・テレビ東京系で放送されていた各アニメ作品では、提供クレジットの表示・提供読みも異なる事例があった。提供クレジットでは『トミカ絆合体 アースグランナー』はカラー表示で、『マジカパーティ』は社名ロゴの表示であった。提供読みでは主人公が担うが、『アースグランナー』では駆動ライガ・駆動クウガのいずれかが、『マジカパーティ』ではケズルが担われている。
『ガールズ×戦士シリーズ』では提供クレジットが全面でのカラー表示であるため、系列外での遅れネット局についても「タカラトミー」のままとなっている。また、『冒険大陸 アニアキングダム』など「アニアキングダム」枠で放送されていた提供クレジットについては右下に表示のパターンで固定されているが、これは提供クレジットの送出で措置されているケースが異なっている。TOKYO MXでの再放送では提供読みが表示されるパターンに変更した。
CMのサウンドロゴについては白バックに「TAKARA TOMY」と発音されているため、CMの最後で左上画面の表示で固定されている。例として「リカちゃん」はサウンドロゴとなるものの、その他はそのまま「TAKARA TOMY」となっている。前述した2024年4月からの1年間は100周年事業に先立ち、「TAKARA TOMY 100th」となっている。
2024年4月放送開始の『プリンセッション・オーケストラ』では、提供読みにメインキャラクターのいずれかが担当しているが、基本的に空野みなも、識辺かがり、一条ながせの順の立ち位置で固定している。